# 万鸦老图阿岛
万鸦老图阿岛或马纳多图阿岛（印尼语：Pulau Manado Tua）是印度尼西亚北苏拉威西省万鸦老市所辖的一座火山岛，位于苏拉威西岛以北的苏拉威西海中。名称“万鸦老”来自米纳哈萨语manadou或wanazou，意为“在遥远的海岸”或“在远方”。当岛上定居的居民搬到苏拉威西岛上居住后，“万鸦老”之名也随之迁徙，该岛于是被称为万鸦老图阿岛（意为“老万鸦老”）。现在，万鸦老图阿岛是布纳肯国家公园的一部分。

## 资料来源
1. ↑  Willem H. Makaliwe, 1981, A preliminary note on genealogy and intermarriage in the Minahasa regency, North Sulawesi （页面存档备份，存于） Bijdragen tot de Taal-, Land- en Volkenkunde 137, p. 245